# Lijst van personen uit Zürich
Deze lijst van personen uit Zürich bestaat uit een chronologische opsomming van mensen die in de Zwitserse stad Zürich zijn geboren of overleden.

## Geboren in Zürich

### Voor 1800
- Conrad Gesner (1516-1565), natuuronderzoeker, filoloog en arts
- Johann Jacob Leu (1689-1768), encyclopedist, bankier en burgemeester van Zürich
- Johann Heinrich Füssli (Henry Fuseli) (1741-1825), Zwitsers-Brits schilder en publicist
- Hans Conrad Escher vom Luchs senior (1743-1814), politicus
- Barbara Schulthess (1745-1818), salonnière
- Anna Rothpletz-von Meiss (1786-1841), schrijfster
- Elisabeth Bodenmüller (1789-1877), schrijfster
- Heinrich Escher (1789-1870), jurist

### 1800–1899

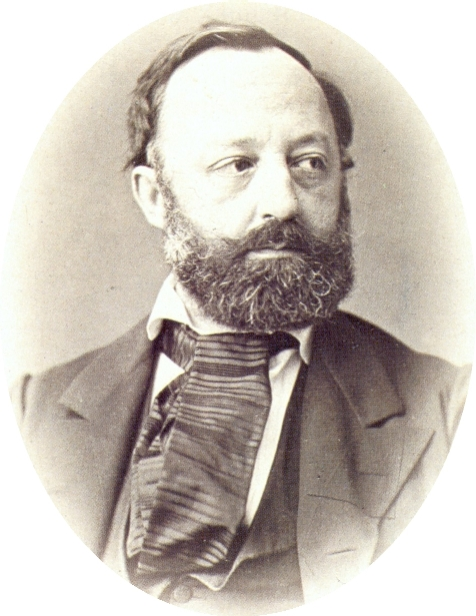
Schrijver Gottfried Keller (1819-1890)

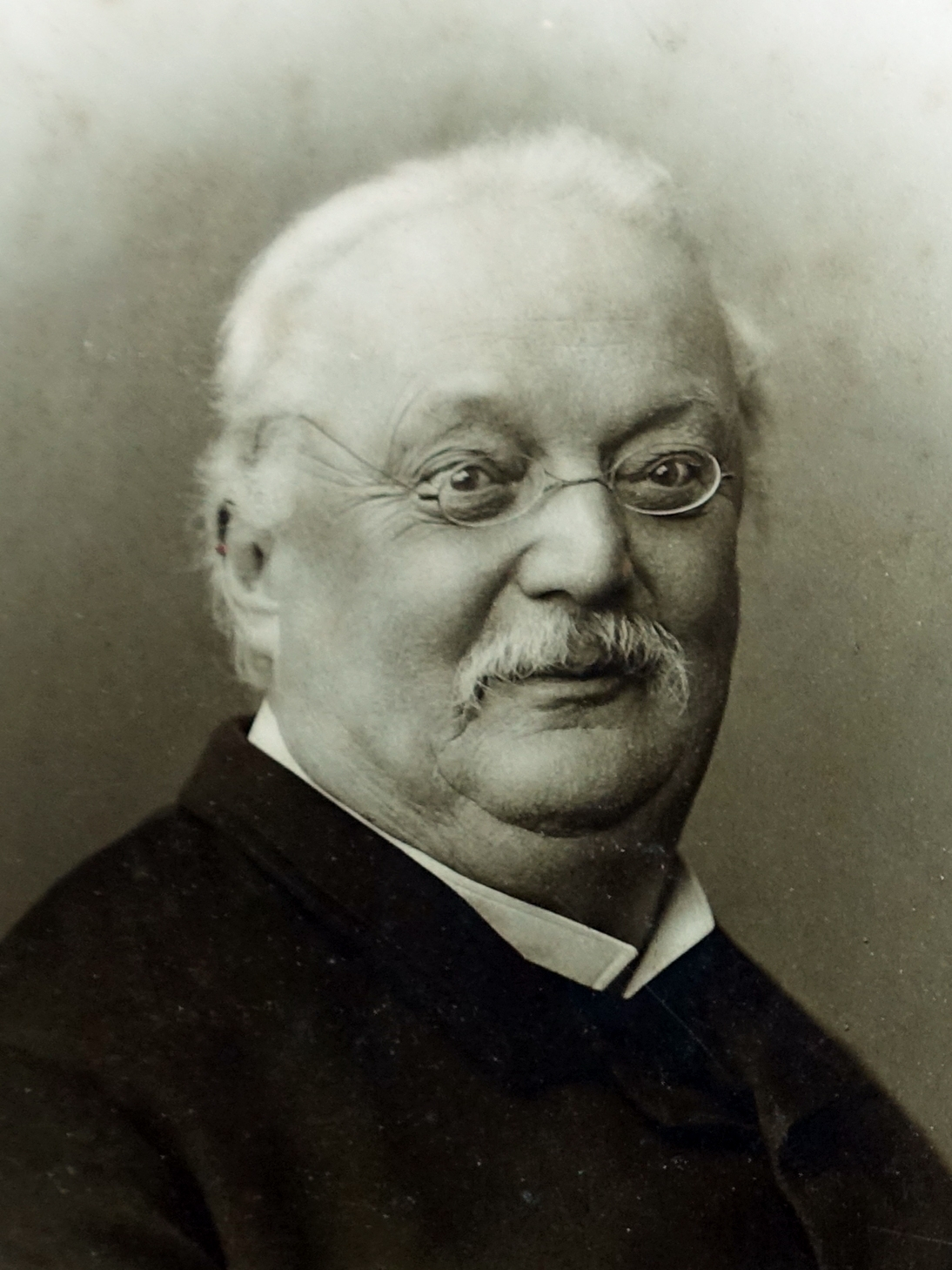
Schrijver Conrad Ferdinand Meyer (1825-1898)

- Gottfried Keller (1819-1890), schrijver
- Elise Lavater (1820-1901), pianolerares en componiste
- Conrad Ferdinand Meyer (1825-1898), schrijver
- Wilhelm Oechsli (1851-1919), historicus
- Emilie Kempin-Spyri (1853-1901), eerste Zwitserse juriste en feministe
- Ida Bindschedler (1854-1919), onderwijzeres en schrijfster
- Nanny von Escher (1855-1932), schrijfster
- Max Pestalozzi (1857-1925), hoog spoorwegambtenaar en schaakkampioen
- Lydia Welti-Escher (1858-1891), filantrope en mecenas
- Wilhelm Caspar Escher (1859-1929), bankier en bestuurder
- Verena Conzett (1861-1947), syndicaliste, onderneemster en feministe
- Emilie Benz (1863-1928), lerares, feministe en redactrice
- Josephine Fallscheer-Zürcher (1866-1932), arts en hulpverleenster
- Hedwig Blesi (1869-1923), schrijfster
- Hedwig Bleuler-Waser (1869-1940), feministe en pionier in de abstinentiebeweging
- Emilie Locher-Werling (1870-1963), schrijfster en dichteres
- Ernst Hafter (1876-1949), jurist, rechter en hoogleraar
- Hedwig Frey (1877-1938), anatome en hooglerares
- Rosa Bloch-Bollag (1880-1922), Zwitserse anarchiste, activiste en politica
- Olga Amberger (1882-1970), schrijfster
- Konrad Escher (1882-1944), kunsthistoricus en hoogleraar
- Bernhard Schapiro (1882-1966), Lets-Zwitserse arts, zionist en androloog
- Emmi Bloch (1887-1978), Duits-Zwitserse feministe en redactrice
- Ida Helena Froelicher-Stehli (1896-1970), maatschappelijk werkster en vluchtelingenhelpster
- Emmie Oprecht (1899-1990), boekhandelaarster en uitgeeftster

### 1900–1909

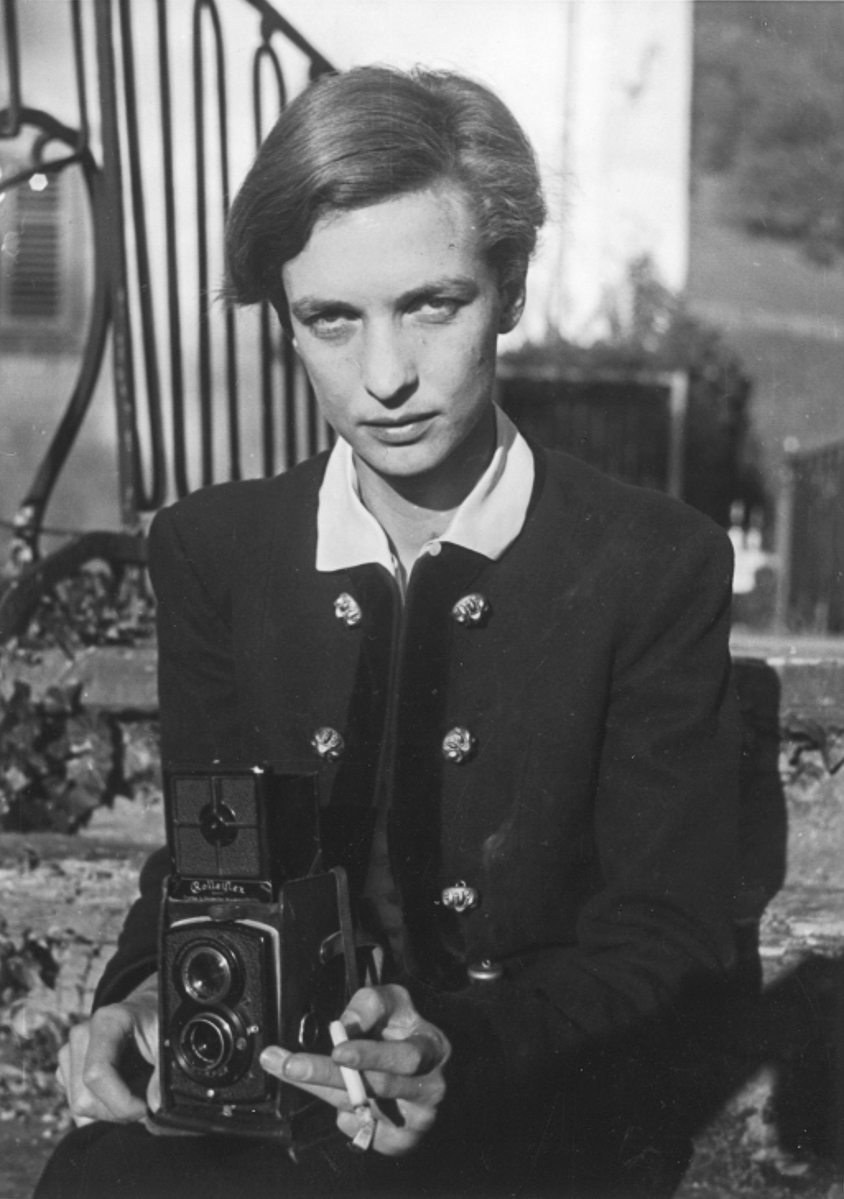
Schrijfster Annemarie Schwarzenbach (1908-1942)

- Elsa Burckhardt-Blum (1900-1974), architecte en kunstenares
- Felix Bloch (1905-1983), natuurkundige en Nobelprijswinnaar (1952)
- Annemarie Schwarzenbach (1908-1942), schrijfster en fotografe
- Marguerite Steiger (1909-1990), chemica en onderneemster

### 1910–1919
- Walter Blattmann (1910-1965), wielrenner
- Max Frisch (1911-1991), schrijver en architect
- Hans Knecht (1913-1986), wielrenner
- Walter Diggelmann, (1915-1999), wielrenner
- Martha Ribi-Raschle (1915-2010), politica
- Margrit Bohren-Hoerni (1917-1995), advocate, bestuurster, feministe en politica
- Gottfried Honegger (1917-2016), schilder, beeldhouwer en graficus
- Angela Anderes (1919-?), kunstschaatsster
- Alice Brunner (1919-2009), verzetsstrijdster in Nederland

### 1920–1929
- Maria Bindschedler (1920-2006), hooglerares en taalkundige
- Idly Walpoth (1920), alpineskiester en olympisch deelneemster
- Heinrich Weiss (1920-2020), verzamelaar en mecenas
- Theodor Diener (1921-2023),  Zwitserse-Amerikaanse plantkundige
- Peter Hefti (1922-2012), jurist en politicus
- Annemarie Schwyter (1922), journaliste en radio- en televisiepresentatrice
- Robert Frank (1924-2019), Amerikaans fotograaf en cineast
- Rosellina Burri-Bischof (1925-1986), onderwijzeres, maatschappelijk werkster en conservatrice
- Hugo Koblet (1925-1964), wielrenner
- Lilly Kahil (1926-2002), Zwitsers-Frans archeologe en hooglerares
- Armin von Büren (1928), wielrenner
- Maja Hug (1928), kunstschaatsster
- Carlo Clerici (1929-2007), wielrenner
- Riccardo Jagmetti (1929), politicus

### 1930–1939
- Mario Adorf (1930), Duits acteur
- Eva Segmüller (1932), vertaalster, feministe en politica
- René Burri (1933-2014), fotograaf
- Doris Gontersweiler-Vetterli (1933), zwemster en olympisch deelneemster
- Kurt Gimmi (1936-2003), wielrenner
- Elisabeth Kopp (1936-2023), politica
- Gian-Reto Plattner (1939-2009), fysicus, hoogleraar en politicus

### 1940–1949
- Rosina Kuhn (1940), kunstenares
- Bruno Ganz (1941-2019), acteur
- Silvio Moser (1941-1974), coureur

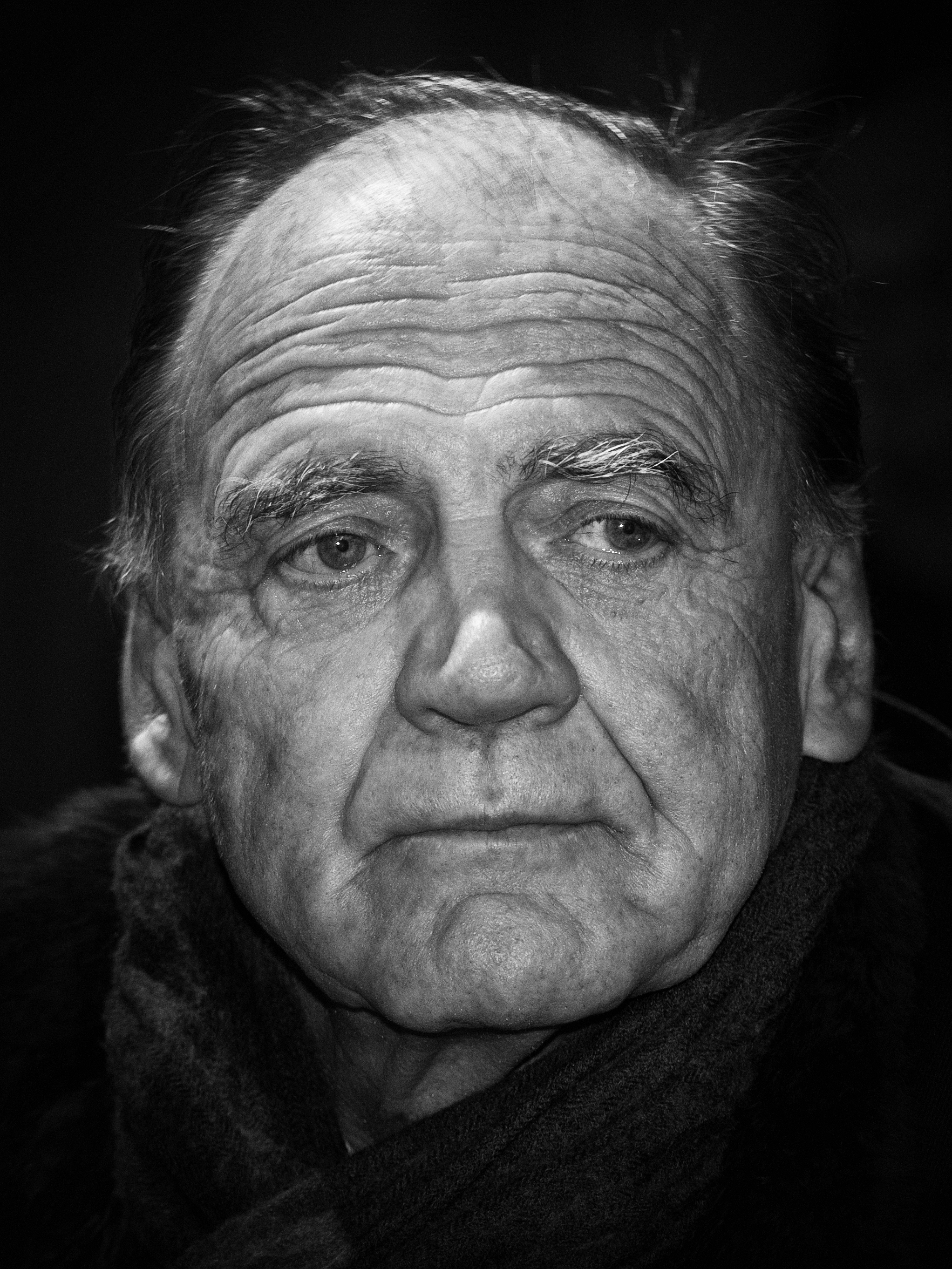
Acteur Bruno Ganz (1941-2019)

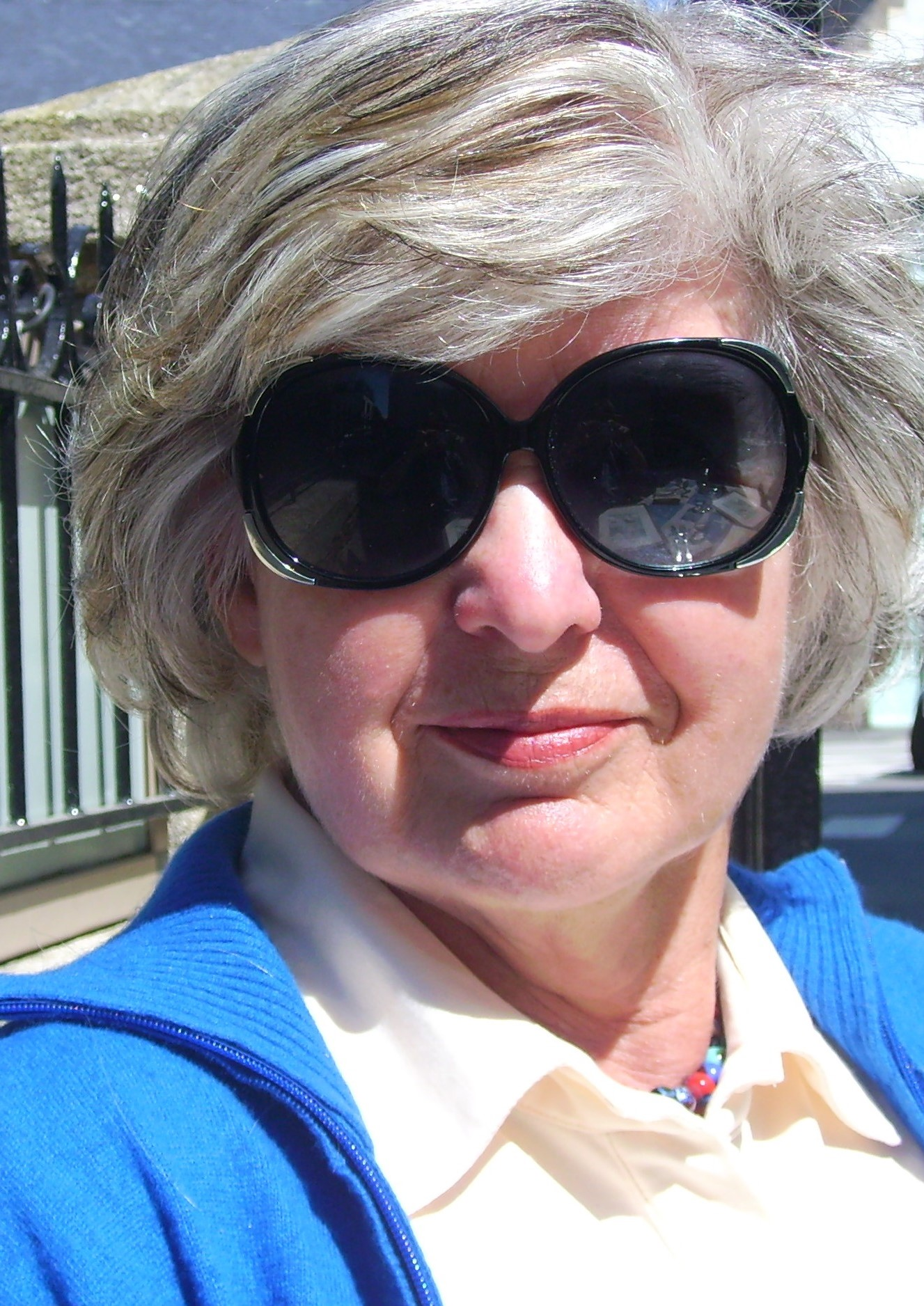
Auteur Jacqueline Crevoisier (1942-2016)

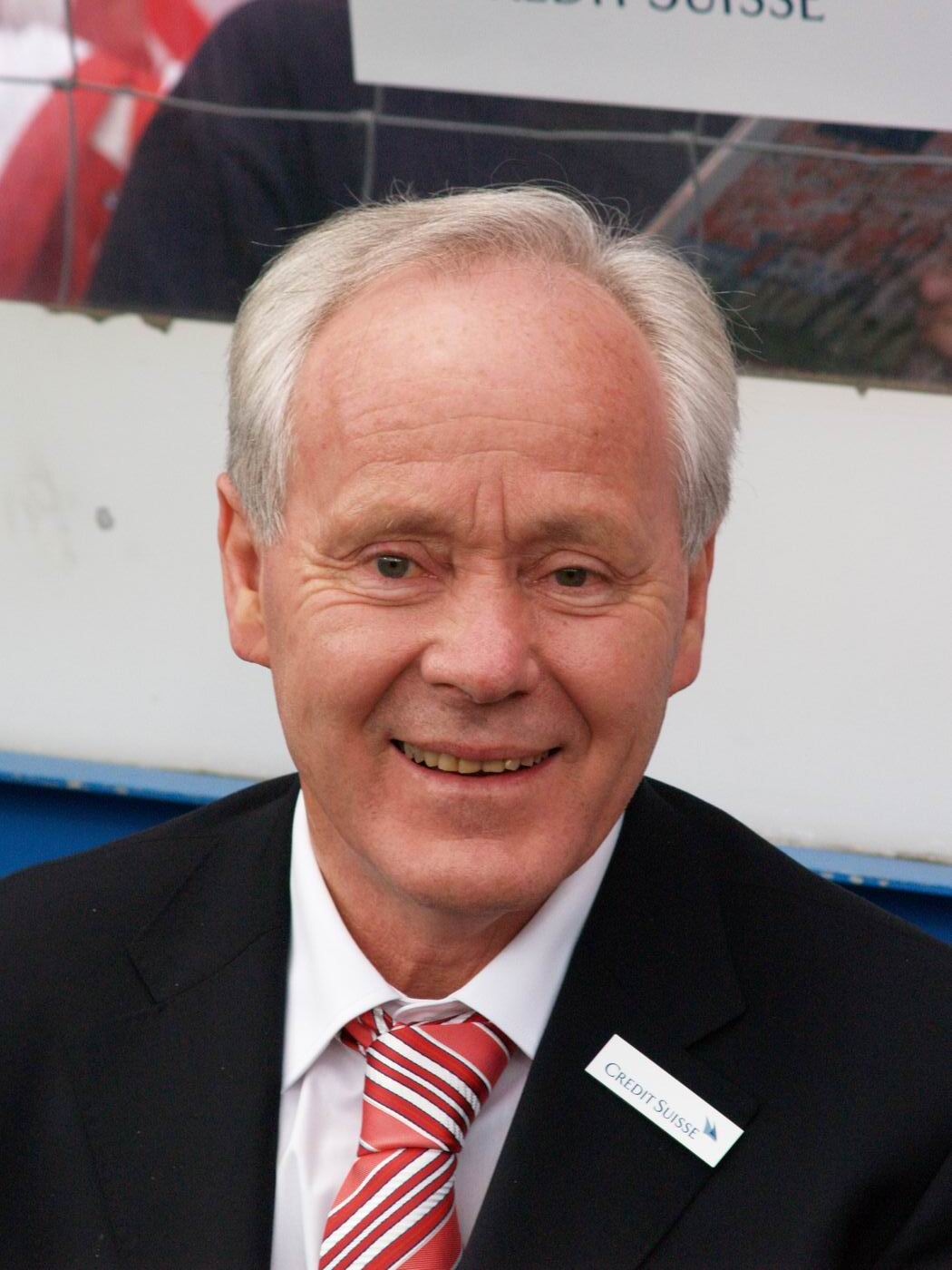
Voetbalcoach Jakob Kuhn (1943-2019)

- Jacqueline Crevoisier (1942-2016), auteur en vertaler
- Jakob "Köbi" Kuhn (1943-2019), voetballer en voetbalcoach
- Josef Benz (1944-2021), bobsleeremmer
- Erika Forster-Vannini (1944), politica
- Gabriela Andersen-Schiess (1945), atlete
- Christian Winiger (1945-2025), voetballer
- David Weiss (1946-2012), beeldend kunstenaar en schrijver
- Verena Diener (1949-2024), politica

### 1950–1959
- John Brack (1950-2006), zanger
- Doris Stump (1950), germaniste, uitgeefster en politica
- Peter Fischli (1952), architect en beeldhouwer
- Rudolf Elsener (1952), voetballer
- Maya Homburger (1953), violiste en muziekproducente
- Christian Gross (1954), voetballer en voetbaltrainer
- Thomas Fehlmann (1957), muzikant
- Marianne Binder-Keller (1958), politica
- Heinz Hermann (1958), voetballer en voetbalcoach
- Rafael Springer (1958), Luxemburgs kunstenaar
- Thomas Hefti (1959), politicus
- Carlo Sommaruga (1959), politicus

### 1960–1969
- Marcel Koller (1960), voetballer en voetbalcoach
- Denise Biellmann (1962), kunstschaatsster
- Martin Brunner (1963), voetbaldoelman
- Daniel Jositsch (1965), advocaat, hoogleraar en politicus
- Urs Fischer (1966), voetballer en voetbalcoach
- Stefan Huber (1966), voetbaldoelman
- Alain de Botton (1969), schrijver en filosoof
- Sofia Milos (1969), Grieks-Italiaans actrice

### 1970–1979
- Oliver Waespi (1971), componist, dirigent en jurist
- Sascha Heyer (1972), beachvolleyballer
- Xeno Müller (1972), roeier
- Raphael Zuber (1973), architect
- Christian Belz (1974), langeafstandsloper
- Philippe Jordan (1974), dirigent
- Bruno Berner (1977), voetballer
- Prisca Steinegger (1977), voetbalster
- Franco Marvulli (1978), wielrenner
- Ricardo Cabanas (1979), voetballer
- Stephan Keller (1979), voetballer

### 1980–1989
- Nora Angehrn (1980), golfster
- Daniel Gygax (1981), voetballer
- Pascal Bader (1982), voetballer
- Diego Benaglio (1983), voetballer

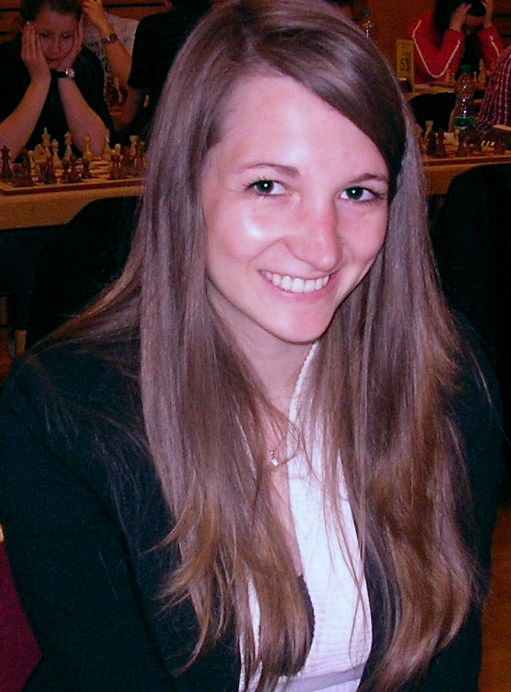
Schaakster Monika Seps (1986)

- Roger Schneider (1983), langebaanschaatser, marathonschaatser en inline-skater
- Marco Cribari (1985), atleet
- Simon Walter (1985), atleet
- Monika Seps (1986), schaakster
- Heinz Barmettler (1987), voetballer
- Ken Benz (1988), golfer
- Nino Bertasio (1988), Italiaans golfer
- Shkëlzen Gashi (1988), Albanees voetballer

### 1990–1999
- Joana Heidrich (1991), beachvolleyballer
- Alen Stevanović (1991), voetballer
- Ricardo Rodríguez (1992), voetballer
- Eseosa Aigbogun (1993), voetbalster
- Berat Djimsiti (1993), voetballer
- Christian Fassnacht (1993), voetballer
- Raffaele Marciello (1994), Italiaans autocoureur
- Saidy Janko (1995), voetballer
- Nico Elvedi (1996), voetballer
- Gregor Kobel (1997), voetbaldoelman
- Djibril Sow (1997), voetballer
- Luna Wedler (1999), actrice

### Vanaf 2000
- Elvira Herzog (2000), voetbalster
- Sayfallah Ltaief (2000), Tunesisch-Zwitsers voetballer
- Annika Wickihalder (2001), Zweeds-Zwitsers zangeres
- Aurélie Csillag (2003), voetbalster
- Sydney Schertenleib (2007), voetbalster

## Overleden in Zürich

### Voor 1900
- Regula Engel-Egli (1761-1853), schrijfster
- Rosette Niederer-Kasthofer (1779-1857), lerares, pedagoge en pionier voor het meisjesonderwijs
- Maria Susanne Kübler (1814-1873), schrijfster en vertaalster
- Johann Jakob Müller (1846-1875), fysioloog en natuurkundige
- Josephine Zehnder-Stadlin (1806-1875), lerares en pedagoge
- Johann Jakob Rüttimann (1813-1876), jurist, hoogleraar, rechter en politicus, voorzitter van de Kantonsraad en het Bondsgerechtshof
- Aline Kern-Freyenmuth (1809-1890), Zwitsers maatschappelijk werkster

### 1900–1949
- Albert Schneider (1836-1904), jurist, hoogleraar en rector
- Hermann Ferdinand Hitzig (1868-1911), jurist, hoogleraar en rechtshistoricus
- Emma Coradi-Stahl (1846-1912), feministe
- Caroline Farner (1842-1913), tweede vrouwelijke arts van Zwitserland
- Friedrich Meili (1848-1914), jurist en hoogleraar
- Alfred Ilg (1854-1916), ingenieur, raadgever van de keizer van Ethiopië en Ethiopisch minister van Buitenlandse Zaken
- Marie Heim-Vögtlin (1845-1917), eerste vrouwelijke arts van Zwitserland
- Robert Wettstein (1863-1917), kunstschilder
- Julie Helene Bider (1894-1919), actrice
- Christine von Hoiningen-Huene (1848-1920), schrijfster en historica
- Otto Stoll (1849-1922), arts, taalkundige, etnoloog en geograaf
- Karl Egli (1865-1925), militair, docent, uitgever en boekhandelaar
- Julius Frey (1855-1925), advocaat en bankier
- Conrad Keller (1848-1930), zoöloog
- Emma Boos-Jegher (1857-1932), feministe
- Augusta Weldler-Steinberg (1879-1932), historica en journaliste
- Hedwig Scherrer (1878-1940), kunstschilderes en vluchtelingenhelpster
- Sophie Haemmerli-Marti (1868-1942), schrijfster en dichteres
- Augusto Giacometti (1877-1947), kunstschilder
- Paul Mutzner (1881-1949), jurist en hoogleraar

### 1950–1999
- Marie Brockmann-Jerosch (1877-1952), botaniste
- Fanny Moser (1872-1953), zoöloge
- August Egger (1875-1954), jurist en hoogleraar
- Johann Jakob Hess (1866-1949), egyptoloog, assyrioloog en hoogleraar
- Jeanne Eder-Schwyzer (1894-1957), Zwitsers-Amerikaanse feministe
- Alis Guggenheim (1896-1958), kunstschilderes en beeldhouwster
- Emma Eichenberger (1888-1962), onderwijzeres
- Johanna Böhm (1898-1967), schrijfster
- Marthe Ernst-Schwarzenbach (1900-1967), biologe
- Elsa Gasser (1896-1967), econome en journaliste
- Nettie Sutro (1889-1967), Duits-Zwitserse historica, vertaalster en vluchtelingenhelpster
- Mimi Scheiblauer (1891-1968), Oostenrijks-Zwitserse muziekpedagoge
- Lisel Bruggmann (1900-1973), feministe en communiste
- Otto Klemperer (1885-1973), dirigent en componist
- Mary Lavater-Sloman (1891-1980), schrijfster
- Elisabeth Brock-Sulzer (1903-1981), journaliste, onderwijzeres en vertaalster
- Max Grässli (1902-1985), diplomaat
- Heidi Abel (1929-1986), mannequin en radio- en televisiepresentatrice
- Andrée Rochat-Aeschlimann (1900-1990), pianiste en componiste
- Voli Geiler (1915-1992), actrice
- Herta Bamert (1909-1996), danseres en balletlerares
- Bartel Leendert van der Waerden (1903-1996), Nederlands wiskundige

### Vanaf 2000
- Gertrud Burkhalter (1911-2000), journaliste, bibliothecaresse en dichteres
- Barbara Egli (1918-2005), schrijfster
- Anne-Marie Blanc (1919-2009), actrice
- Björn Borg (1919-2009), Zweeds zwemmer
- Lilian Uchtenhagen (1928-2016), politica
- Muriel Furrer (2006-2024), wielrenster